# Serment de haine à la royauté
Le serment de haine à la royauté est un serment instauré sous le Directoire par la loi du  10 mars 1796. Il fait partie d’une longue liste de serments qui ont fleuri sous la Révolution française, le premier étant le serment du Jeu de paume (20 juin 1789).

## Le serment
Il concernait les fonctionnaires publics des différents cantons (présidents, officiers municipaux, agents de commune, adjoints, juges des tribunaux civils et criminels, et de police criminelle, juges de paix, accesseurs, notaires, etc.) et tous les employés du gouvernement, soit tous ceux qui étaient salariés par la république.
Ils devaient déclarer, en présence du peuple, qu’ils étaient attachés à la république et qu’ils haïssaient la royauté, en répétant les mots suivants : « Je jure haine à la royauté, attachement et fidélité à la République et à la Constitution de l'an III. »
Ceux qui ne le prêtaient pas étaient arrêtés.
Les religieux (prêtres, curés…) étaient aussi tenus de prêter ce serment s’ils voulaient exercer leurs fonctions, ce qui causa des controverses,.

## L'évolution du serment
Dès le 22 nivôse an V, le serment de haine à la royauté se transforma, suivant les ordres des autorités républicaines, et sur proposition de Philippe Deleville, en un serment de haine à la royauté et l’anarchie, afin de lutter contre les jacobins: « Je jure haine à la royauté et à l'anarchie, attachement et fidélité à la République et à la Constitution de l'an III. ». 
La partie sur l'anarchie disparaitra en 1799,
Cette même année, ce serment est réécrit en : « Je jure fidélité à la république et à la constitution de l’an III : je jure de m’opposer de tout mon pouvoir au rétablissement de la royauté en France et à celui de toute espèce de tyrannie »
À la suite de la prise de pouvoir de Napoléon Ier, ce serment a disparu en 1802 et sur les ordres du Consulat, fut remplacé par un serment de fidélité à la Constitution.